# Bindal
Bindal ist eine Kommune im norwegischen Fylke Nordland. Die Kommune hat 1374 Einwohner (Stand: 1. Januar 2025). Verwaltungssitz ist die Ortschaft Terråk.

## Geografie

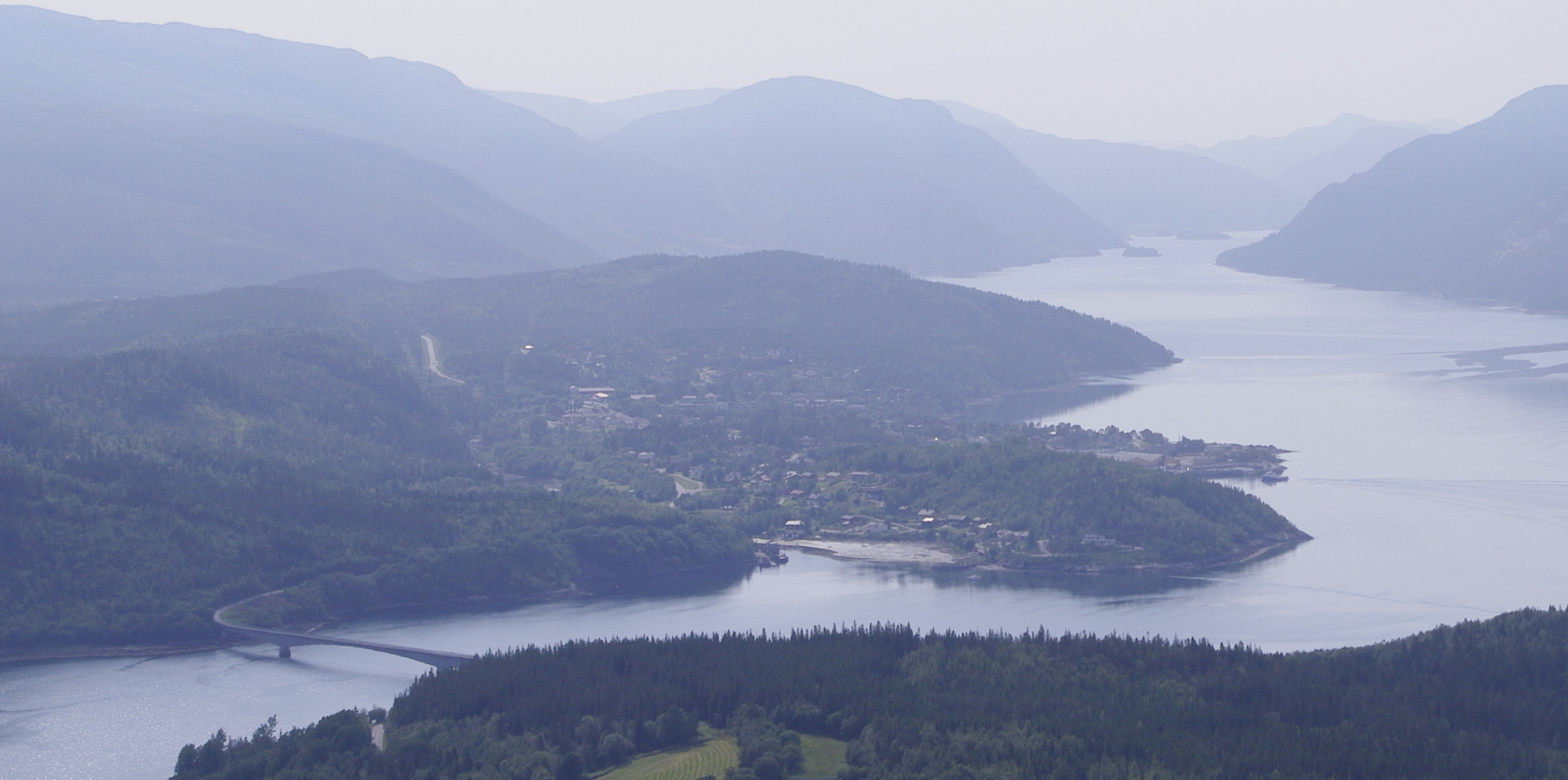
Blick auf Terråk von Nordosten

Die Gemeinde liegt im südlichen Küstenabschnitt des Fylkes Nordland und grenzt an Sømna im Nordwesten, Brønnøy im Norden, Grane, Namsskogan im Osten und Südosten sowie Høylandet und Nærøysund im Süden sowie Leka im Südwesten. Die Kommunen Namsskogan, Høylandet, Nærøysund und Leka liegen dabei in der südlichen Nachbarprovinz Trøndelag. Bindal liegt am Bindalsfjorden, der sich von Nordwesten kommend in die Gemeinde einschneidet und sich an seinem Ende in den nach Süden verlaufenden Sørfjorden und den nach Norden verlaufenden Fjord Tosen aufteilt. Der Fjord Tosen reicht Richtung Norden bis nach Brønnøy. Zur Kommune gehören mehrere Inseln, die im Fjord liegen.
Durch die beiden Fjordarme gibt es im Westen der Gemeinde zwei Halbinseln, wovon vor allem die südlichere Bindalshalvøya ein größeres flacheres Gebiet aufweist. Mit dem Heilhornet liegt dort allerdings auch eine Erhebung mit einer Höhe von über 1000 moh. Östlich der beiden Arme ist die Küstenebene kleiner. Die höchste Erhebung ist die Tjeldviktinden (samisch: Tsoevtsetjahke) mit einer Höhe von 1088,1 moh. Der Berg liegt im Nordosten an der Grenze zu Brønnøy. Im Osten liegen mehrere größere Seen wie das Øvre Kalvvatnet und weiter südwestlich das Åbjørvatnet. Das Åbjørvatnet liegt im Tal Abjørdalen und wird vom aus dem Nordosten kommenden Fluss Åbjøra gespeist.

## Einwohner
Nach dem Zweiten Weltkrieg begann die Einwohnerzahl zurückzugehen: Während im Jahr 1950 noch 2617 Menschen in Bindal lebten, waren es 2015 noch 1482. Der Großteil der Einwohner lebt im südwestlichen Gebiet der Kommune. Dort liegt am Ende des Bindalfjordens die Ortschaft Terråk, wo sich auch der Sitz der Verwaltung befindet. Terråk ist der einzige sogenannte Tettsted, also die einzige Ansiedlung, die für statistische Zwecke als eine städtische Siedlung gewertet wird. Zum 1. Januar 2024 lebten dort 527 Einwohner.
Die Einwohner der Gemeinde werden Bindaling genannt. Offizielle Schriftsprache ist wie in vielen Kommunen in Nordland Bokmål, also die weiter verbreitete der beiden norwegischen Sprachformen.
| Jahr          | 1986 | 1990 | 1995 | 2000 | 2005 | 2010 | 2015 | 2020 | 2025 |
| ------------- | ---- | ---- | ---- | ---- | ---- | ---- | ---- | ---- | ---- |
| Einwohnerzahl | 2173 | 2095 | 2042 | 1921 | 1778 | 1601 | 1482 | 1426 | 1374 |

## Geschichte

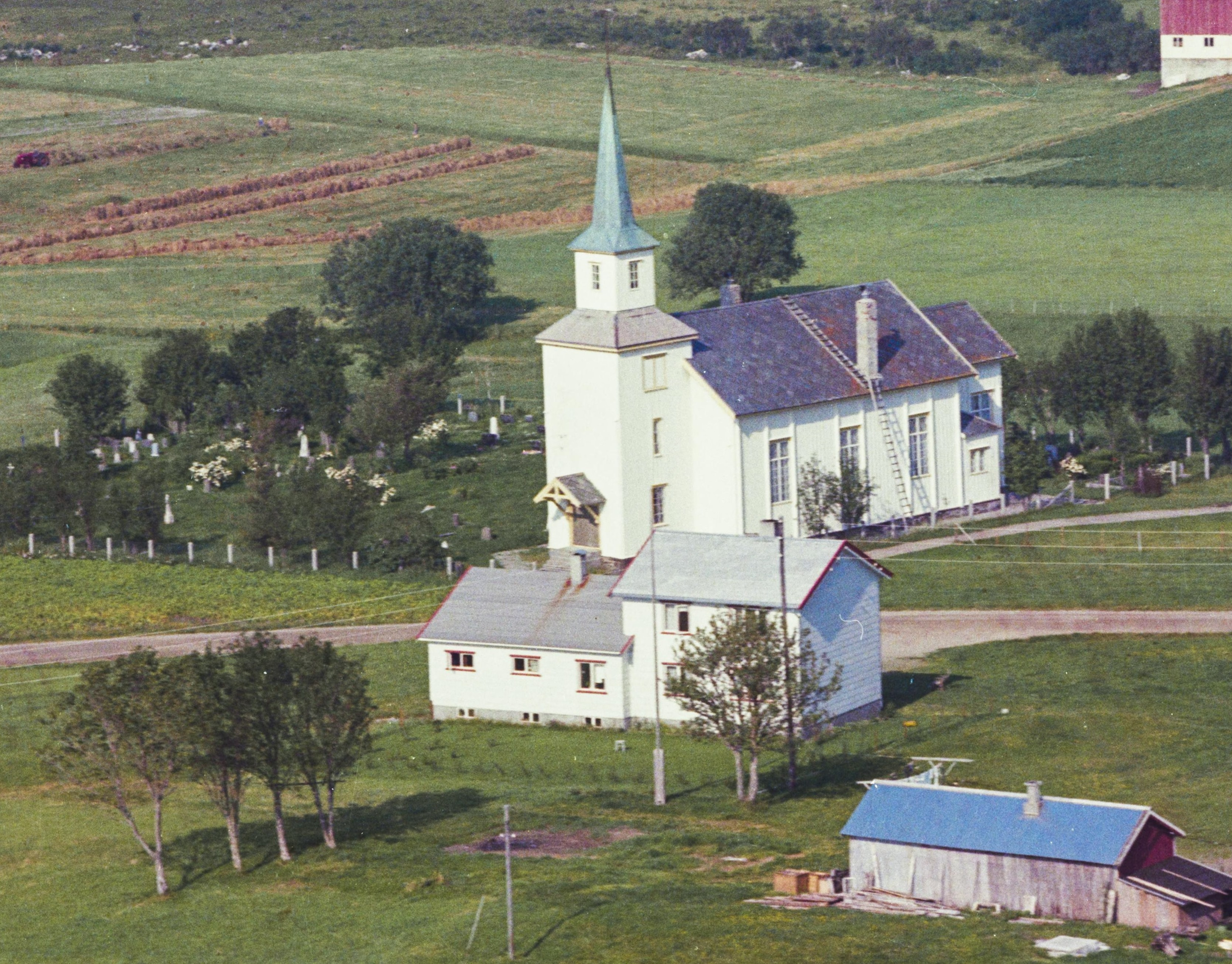
Solstad kirke, 1964

Die Gemeinde wurde nach der Einführung der lokalen Selbstverwaltung im Jahr 1837 eingeführt. Zum 1. Januar 1964 wurde davon ein von 296 Einwohnern bewohntes Gebiet an die Gemeinde Brønnøy überführt. Die Vassås kirke, eine Holzkirche nördlich von Terråk, wurde im Jahr 1734 erbaut. 1888 folgte die Solstad kirke in der Ortschaft Holm an der Westküste der Bindalshalvøya. Diese Kirche ist ebenfalls in Holz erbaut.

## Wirtschaft und Infrastruktur

### Verkehr
Durch den Süden von Bindal und weiter entlang der Westküste der Bindalshalvøya führt der auch als „Küstenstraße“ bekannte Fylkesvei 17. An dessen Endpunkt in Holm führt eine Fähre in den Nordwesten in die Kommune Sømna, wo die Straße weitergeführt wird. Am Sørfjørden zweigt vom Fylkesvei 17 der Fylkesvei 801 ab, der am Ostufer des Fjords weiter in den Nordosten und somit unter anderem nach Terråk verläuft.

### Wirtschaft
Die Wirtschaft Bindals ist traditionell von der Forstwirtschaft und holzverarbeitenden Branchen geprägt. Die Gemeinde gehörte lange zu den führenden Nordnorwegens im Bootsbau. Für die Landwirtschaft ist vor allem die Haltung von Rindern und Schafen von Bedeutung. Viele der Höfe haben einen größeren Waldbesitz. Entlang der Küste werden einige Fischzuchtstationen betrieben, in der Berggebieten wird teilweise Rentierhaltung betrieben. Das größte Wasserkraftwerk der Gemeinde ist das Kraftwerk Kolsvik. Von 1991 bis 2020 hatte es eine durchschnittliche Jahresproduktion von rund 641 GWh. Im Jahr 2019 arbeiteten von 624 Arbeitstätigen 442 in Bindal selbst, der Rest verteilte sich vor allem auf umliegende Gemeinden wie Nærøy und Brønnøy.

## Name und Wappen
Das seit 1990 offizielle Wappen der Kommune zeigt sechs goldene Nägel, die zu einer Rosette geformt sind, auf blauem Hintergrund. Das Wappen soll die Bootsbauertradition Bindals hinweisen. Der Name der Gemeinde leitet sich vermutlich von Flussnamen Binna (früher: Birna) ab, welcher sich wahrscheinlich vom altnordischen Wort „bjǫrn“, also „Bär“, ableitet. Auch eine Herkunft aus einer samischen Sprache wird in Betracht gezogen.

## Persönlichkeiten
- Otto Sverdrup (1854–1930), Seefahrer und Polarforscher
- Lisbeth Berg-Hansen (* 1963), Politikerin